# Olivier Kissita
Olivier Kissita, né le 7 mars 1988 à Gonesse, est un acteur, scénariste, présentateur, réalisateur et producteur français.

## Biographie
Olivier Kissita naît le 7 mars 1988 à Gonesse, d’une mère guadeloupéenne et d’un père congolais,.
Il obtient le baccalauréat option cinéma en 2006, s’achète une caméra, et tourne ses premiers courts-métrages qu’il diffuse sur Skyblog et Dailymotion. Il obtient ensuite une licence à l'université Paris-Sorbonne, puis entre à Acting International pour une formation d’acteur. Il tourne ensuite de nombreuses vidéos et web-séries qu’il diffuse sur sa chaîne YouTube,,. Ces réalisations accumulent très vite des millions de vues.
En 2015, il participe à la première élection de Mister Afrique France et gagne le titre,.
En 2016, il termine un long métrage documentaire sur les créateurs de vidéos sur Internet, intitulé YouTuber, pour lequel il rencontre de nombreux intervenants dans plusieurs pays, tels que Rémi Gaillard, Cyprien, et Antoine Daniel en France, Justin Simien aux États-Unis, ou encore Phô au Vietnam,.
Le 18 novembre 2016 à lieu la première projection privée du film documentaire Youtuber. À l’issue de la diffusion, c’est une salle de 300 places dans les locaux de Google France qui lui fait une standing ovation.
Le 21 janvier 2017, il est animateur et auteur dans l'émission spéciale télévisée What Man Show. Fin mars de la même année, il part pour quatre mois de tournage à la Réunion pour la saison 5 de la série télévisée Cut !
En mars 2019, il anime l’émission Focus Outre-Mer en Guadeloupe à l’occasion du Nouveaux Regards Film Festival. Le mois suivant, il écrit, réalise, interprète de produit le moyen métrage intitulé L’Art de la Guerre des Sexes. Puis, il part pour huit mois de tournage pour être la tête d’affiche dans la série Cacao de Canal+. 
En 2022, il joue le rôle principal aux côtés d'Alexandra Amon dans le long métrage Eternel réalisé par le Sénégalais Abdoulahad Wone, tourné en Côte d’Ivoire. 
En 2024, il tourne au Congo dans le film Nouvelle vie de Richi Mbebele, dans lequel une nouvelle fois il tient le rôle principal, auprès de Germaine Ololo, Mira Loussi et Harvin Isma.

## Filmographie

### Acteur

#### Longs métrages
- 2022 : Eternel d'Abdoulahad Wone : Yann Brenner
- 2023 : Voleuses de Mélanie Laurent : le fêtard (Netflix)
- 2024 : Nouvelle vie de Richi Mbebele : Michaël

##### Courts métrages
- 2012 : Love 2062 de Romain Demongeot : un client
- 2013 : Blokkk identitaire de Jean-Luc Herbulot : Youssoupha
- 2014 : 10 Years d'Olivier Kissita
- 2015 : Noober de Ben Gelera : Olivier
- 2019 : L'Art de la guerre des sexes d'Olivier Kissita : Anthony
- 2020 : Flashback de Mohamed Hamdaoui
- 2024 : Ophio de Baky Dia : Fari

#### Télévision

##### Séries
- 2013 : Golden Moustache, 1 épisode (Le gendre idéal) de Florent Bernard
- 2017 : Barbershop[16], 1 épisode (saison 1, épisode 17) de Selim Isker : Jack l’Antillais
  - Saison 1, épisode 17
- 2017 : Cut ! [17], 36 épisodes (tous dans la saison 5) réalisés par Stéphane Meunier, François Bigrat, Vincent Trissolini, David Hourrègue : Irfan
- 2020 : Cacao[18], 10 épisodes (dans la saison 1, épisodes 1 à 9 et 12) d'Alex  Ogou : Anthony Nesva
- 2022 : Drôle, 6 épisodes (l'ensemble des épisodes de la série) de Farid Bentoumi et Bryan Marciano : Vladimir (Netflix)
- 2023 : Ici tout commence, 10 épisodes (tous dans la saison, de l'épisode 769 à l'épisode 778) de Thierry Peythieu

##### Docu-fictions
- 2011 : Au nom d'Athènes de Fabrice Hourlier : le serviteur Perse
- 2012 : YouTuber d'Olivier Kissita : lui-même

##### Web-séries
- 2012 : Qu'on arrête d'Olivier Kissita
- 2013 : Nous en vrai

### Réalisateur et scénariste
- 2012 : Stop Taking Men for Idiots (Web-série)
- 2012 : Qu'on arrête (Web-série)
- 2012 : YouTuber (Documentaire)
- 2014 : 10 Years
- 2019 : L'Art de la guerre des sexes

## Récompenses
- 2021 : Prix Best Short Film au Festival EdiPlay International Film (USA), pour L'Art de la guerre des sexes
- 2021 : Prix du meilleur court-métrage de fiction au Festival CinéVision Sud (Guadeloupe), pour L'Art de la guerre des sexes
- 2019 : Prix du meilleur court-métrage de la diaspora au RECIS (Rencontres Cinématographiques de Sya (Burkina Faso), pour L'Art de la guerre des sexes

## Nominations
- 2019 L'Art de la guerre des sexes
  - Los Angeles Black Film Festival 2022
  - Montréal Independent Film Festival 2020
  - Silk Road Film Awards Cannes 2021
  - Saison Africa 2021
  - Congo Films Festival International 2021
  - The Lift-Off Sessions 2021
  - First-Time Filmmaker Sessions 2021
  - La Semaine du Cinéma 2021
  - L’Afrique fait son cinéma 2022
  - Le festival international du cinéma panafricain.2022
  - Cannes 7th art awards festival 2022

- 2020 : Cacao d'Alex  Ogou
  - Meilleur Espoir Africain Série Télévisée aux Prix Sotigui (Burkina Faso). 2020

- 2022 : Eternel d'Abdoulahad Wone 
  - Interprétation Internationale à la NISA (Côte d’Ivoire). 2023